# 韦季-阿瓦
韦季-阿瓦(Ved-ava)是传统上依赖捕渔的波罗的海和芬兰-乌戈尔语民族神话中的一位女水神。她有时也与生育有关。通常被描绘为颇似美人鱼的水中生物，长头发、大乳房，下半身是一条完整的鱼尾巴，也说她喜欢嬉戏或唱歌，常用歌声来勾引人。渔民一般会将首次捕得的渔获敬献给她，捕鱼时小心遵守与她有关的各种禁忌。看见韦季-阿瓦则预示不吉利，最常见的是溺水。她一直被视为溺死者的鬼魂，或直接是水本身的人格化精灵。
莫尔多瓦人(现在的俄罗斯西部区域)认为她是水之母，她能淹死野浴的人或降下一种唯有她能治愈的疾病。为了向她请求宽恕，须向水中扔掷钱币、黍米等。她管辖可医治百病的药泉韦季-普里亚(Vedi-Puria)。据说她还是爱情和生育子女的保护神。人们祈求她帮助未婚妻解除不育的苦恼。她还能普降甘霖；爱沙尼亚人称她为韦登-艾玛(Vete-ema)，而芬兰人叫她维恩-伊莫(Veen emo)，马里人神话中也有类似的人物-维尤特-阿瓦，“维尤特”为马里语，意为“水”。

## 备注
1. ↑  《世界神话辞典》，韦季-阿瓦，第92页，辽宁人民出版社，1989年
2. ↑  《世界各民族神话大观》，“芬-乌戈尔语诸民族的神话”，第206页，[苏]谢·亚·托卡列夫、叶·莫·梅列金斯基等著，国际文化出版社，1989年

## 参阅文献
- "韦季-阿瓦".来源于 大英百科全书中的不列颠简明百科全书.访问日期:2006年5月13日.
- "韦季-阿瓦".不列颠简明百科全书 (来自大英百科全书高级服务). 访问日期:2006年5月13日 Archive.today的存檔，存档日期2013年1月18日，.